# Szent Paraszkiva-templom (Györkefalva)
A Szent Paraszkiva-templom műemlékké nyilvánított épület Romániában, Máramaros megyében. A romániai műemlékek jegyzékében az  MM-II-a-B-04543 sorszámon szerepel.